# Pavona venosa
Pavona venosa là một loài san hô trong họ Agariciidae. Loài này được Ehrenberg mô tả khoa học năm 1834.

## Hình ảnh

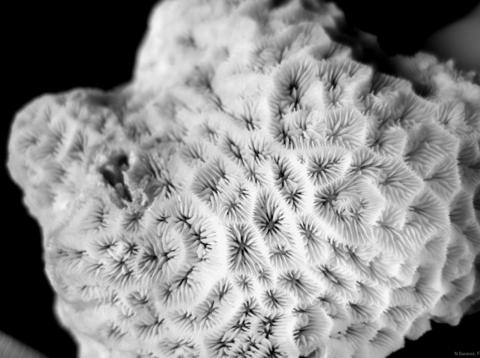
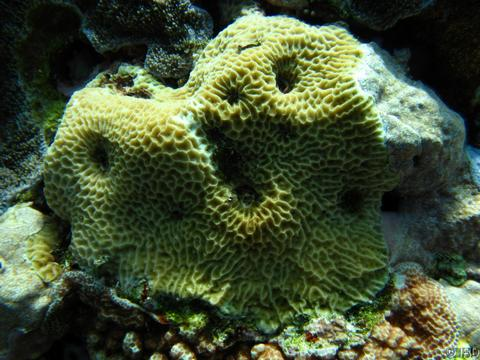
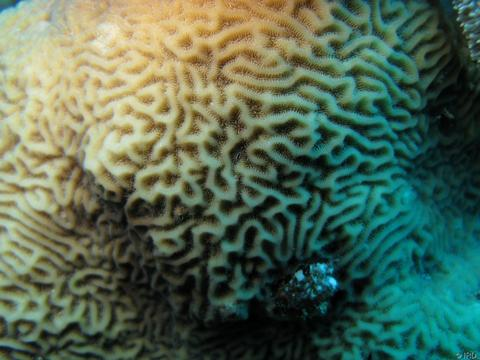